# Legacy of Evil
Albums de Limbonic Art
The Ultimate Death Worship
(2002) Phantasmagoria
(2010)
Legacy of Evil est le sixième album studio du groupe de black metal symphonique norvégien Limbonic Art. L'album est sorti le 24 septembre 2007 sous les labels Nocturnal Art Productions et Candlelight Records.
Il s'agit du dernier album enregistré avec Krister "Morfeus" Dreyer au sein de la formation. À partir de l'opus suivant, Phantasmagoria, Vidar "Daemon" Jensen sera le seul musicien dans le groupe, Limbonic Art deviendra donc un one man band.

## Musiciens
- Vidar "Daemon" Jensen : Chant, Guitare
- Krister "Morfeus" Dreyer : Chant, Guitare, Claviers

## Liste des morceaux
1. A Cosmic Funeral of Memories 7:39
2. A Void of Lifeless Dreams 4:51
3. Grace by Torments 5:20
4. Infernal Phantom Kingdom 5:30
5. Legacy of Evil 5:37
6. Lycanthropic Tales 6:44
7. Nebulous Dawn 4:42
8. Seven Doors of Death 7:07
9. Twilight Omen 7:22
10. Unleashed From Hell 4:14